# Annemasse
Annemasse est une commune française située dans le département de la Haute-Savoie, en région Auvergne-Rhône-Alpes. La ville se trouve à la frontière franco-suisse, au sud-ouest du Léman, dans l'aire urbaine de Genève-Annemasse et l'agglomération du Grand Genève. Il s'agit d'un chef-lieu de canton.
La population municipale de référence entrant en vigueur au 1er janvier 2025 (basée sur les données de 2022) s'élève à 37 595 habitants. Avec 314 972 habitants en 2015, son aire urbaine, qui inclut les communes françaises de la banlieue de Genève, est bien plus importante et se classe au 32e rang des aires urbaines françaises. Annemasse est une des douze communes de la communauté d'agglomération Annemasse - Les Voirons Agglomération et la troisième commune la plus peuplée de Haute-Savoie, derrière Annecy (131 272 habitants) et Thonon-les-Bains (37 689 habitants).

## Géographie

### Localisation

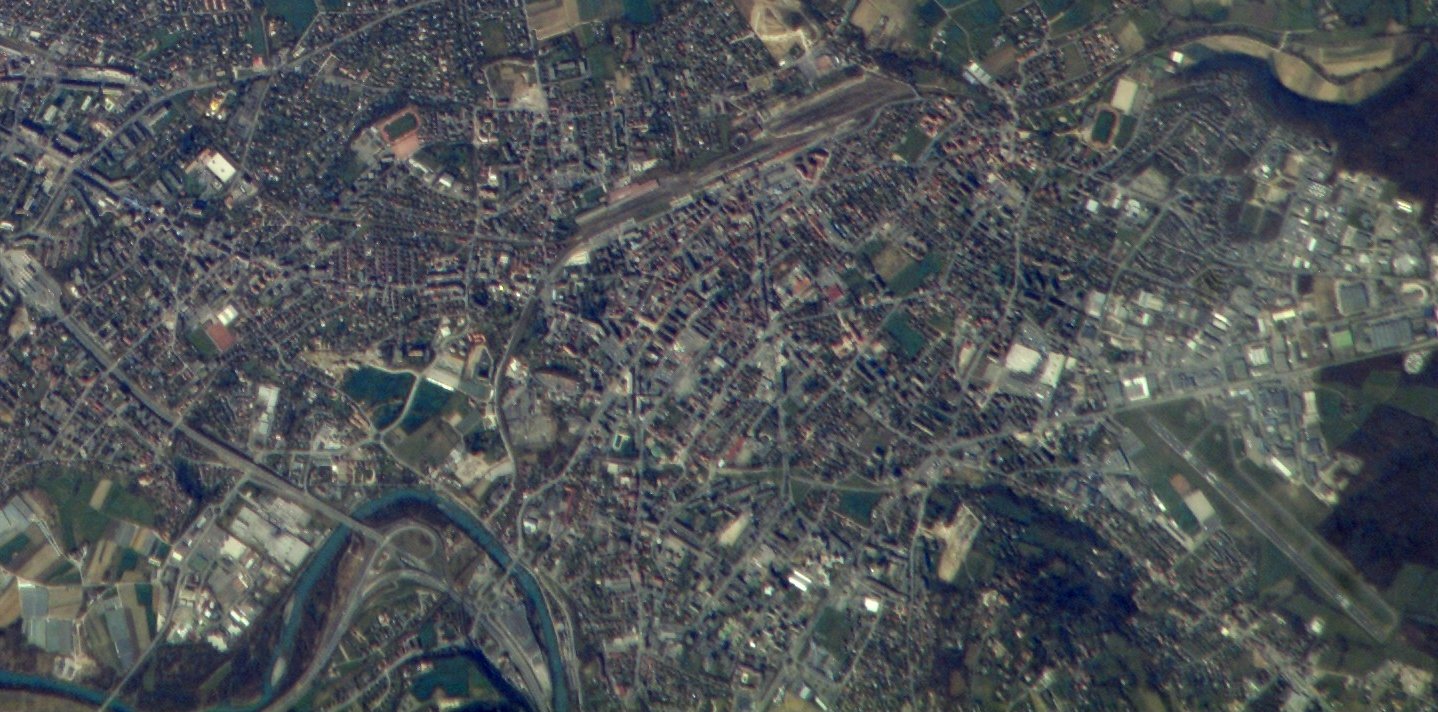
Annemasse vue depuis l'espace. On distingue l'Arve en bas à gauche. Dans la boucle de l'Arve, l'échangeur d'Étrembières. En position centrale haute, la gare d'Annemasse. À droite, l'aérodrome d'Annemasse.

Annemasse est le centre de la deuxième agglomération de Haute-Savoie. Elle est située aux abords de la frontière franco-suisse, dans le nord des Alpes françaises, à 2 km du canton de Genève et à 45 km d'Annecy, la préfecture de Haute-Savoie. La ville est entourée par le mont Salève (alt. 1 300 m au sud) et la rivière Arve au sud-ouest puis à l'ouest, les Voirons (alt. 1 480 m à l'est) et la frontière suisse à l'ouest et à 26 km de Thonon-les-Bains. Elle constitue l'entrée de la vallée de l'Arve.
Les communes limitrophes sont Ambilly, Cranves-Sales, Étrembières, Gaillard, Vétraz-Monthoux et Ville-la-Grand.
|                   | Ville-la-Grand | Cranves-Sales   |
| Ambilly, Gaillard | Annemasse      | Cranves-Sales   |
| Gaillard          | Étrembières    | Vétraz-Monthoux |

### Climat
Le climat y est de type tempéré à tendance montagnarde en raison de la disposition de la région annemassienne dans la plaine du Genevois français, entre le Léman et les premiers reliefs du Massif alpin (massif des Bornes) en Haute-Savoie.
La présence du Léman adoucit les masses d'air venues du nord et donne un climat « lacustre » où se mêlent à la fois les influences continentales et méditerranéennes.
Annemasse et sa région connaissent des hivers généralement froids, bien que la chaleur y soit souvent élevée en été. L'amplitude thermique moyenne annuelle est de l'ordre de 18 °C. Les températures les plus froides se produisent généralement en janvier et février, avec des moyennes minimales négatives autour de −1 °C. Il y a en moyenne 80 jours de gel par an. Les températures les plus chaudes se produisent en juillet et août, avec des moyennes maximales autour de 26 °C. Il y a en moyenne plus de 7 jours très chauds (>30 °C) en été durant juillet et août. L'amplitude thermique journalière est particulièrement marquée en été. La région annemassienne compte 2 813 degrés jour unifiés (méthode « météo »).
Voici un aperçu dans le tableau ci-dessous des températures pour la période 1987 à 2000 :
| Mois                                          | J    | F    | M    | A    | M    | J    | J    | A    | S    | O    | N   | D    | Année |
| --------------------------------------------- | ---- | ---- | ---- | ---- | ---- | ---- | ---- | ---- | ---- | ---- | --- | ---- | ----- |
| Température quotidienne minimale °C           | -1,0 | -1,1 | 1,2  | 4,0  | 8,8  | 11,4 | 13,7 | 13,5 | 10,0 | 6,9  | 2,1 | -0,2 | 5,8   |
| Température quotidienne maximale °C           | 5,2  | 7,9  | 12,9 | 15,4 | 21,2 | 23,5 | 26,6 | 26,8 | 21,1 | 15,2 | 8,8 | 5,7  | 15,9  |
| Amplitude thermique journalière               | 6,2  | 9,0  | 11,7 | 11,4 | 12,4 | 12,1 | 12,9 | 13,3 | 11,0 | 8,3  | 6,7 | 5,9  | 10,1  |
| Source : Station météorologique de Gaillard   |      |      |      |      |      |      |      |      |      |      |     |      |       |
| Températures en 2008 (sous abri, normales) °C | 1,5  | 3    | 6,5  | 9,5  | 15,5 | 17,5 | 20   | 20   | 16   | 11,5 | 5,5 | 3    | 10,8  |
| Source : MSN Météo                            |      |      |      |      |      |      |      |      |      |      |     |      |       |

Les précipitations sont abondantes du fait de la localisation géographique entre le Léman et les préalpes du nord. Les précipitations enregistrées sont, en moyenne annuelle, de 975,7 millimètres. Il pleut en moyenne 118 jours par an, pour une moyenne de 81 millimètres par mois. Il y a un pic de précipitations intervenant au début de l'automne durant les mois de septembre et d'octobre. L'enneigement est régulier en hiver.
Voici un aperçu dans le tableau ci-dessous des précipitations par mois pour l'année 2008 :
| Mois                                   | J  | F    | M    | A    | M    | J    | J    | A    | S    | O    | N  | D  | Année |
| -------------------------------------- | -- | ---- | ---- | ---- | ---- | ---- | ---- | ---- | ---- | ---- | -- | -- | ----- |
| Précipitations (hauteur moyenne en mm) | 52 | 43,7 | 44,9 | 48,4 | 52,3 | 60,9 | 57,6 | 52,8 | 67,8 | 81,7 | 63 | 55 | 56,7  |
| Source : MSN Météo                     |    |      |      |      |      |      |      |      |      |      |    |    |       |

Les vents dominants sont caractérisés par leur orientation nord-est / sud-ouest : la bise. Il vente environ 100 jours par an. En centre-ville, trois des axes principaux sont orientés nord-est / sud-ouest et certaines formes urbaines de ces voiries peuvent jouer un facteur aggravant vis-à-vis du vent (effet de canalisation entre les fronts bâtis, effet venturi).

## Urbanisme

### Typologie
Au 1er janvier 2025, Annemasse est catégorisée grand centre urbain, selon la grille communale de densité à sept niveaux définie par l'Insee en 2025.
Elle appartient à l'unité urbaine de Genève (SUI)-Annemasse (partie française), une agglomération internationale regroupant 34  communes, dont elle est ville-centre,,.
Par ailleurs la commune fait partie de l'aire d'attraction de Genève - Annemasse (partie française), dont elle est une commune du pôle principal,. Cette aire, qui regroupe 158 communes, est catégorisée dans les aires de 700 000 habitants ou plus (hors Paris),.

### Occupation des sols
L'occupation des sols de la commune, telle qu'elle ressort de la base de données européenne d’occupation biophysique des sols Corine Land Cover (CLC), est marquée par l'importance des territoires artificialisés (94,3 % en 2018), en augmentation par rapport à 1990 (89,4 %). La répartition détaillée en 2018 est la suivante : 
zones urbanisées (75,6 %), zones industrielles ou commerciales et réseaux de communication (14,4 %), forêts (5,7 %), espaces verts artificialisés, non agricoles (4,4 %).
L'IGN met par ailleurs à disposition un outil en ligne permettant de comparer l’évolution dans le temps de l’occupation des sols de la commune (ou de territoires à des échelles différentes). Plusieurs époques sont accessibles sous forme de cartes ou photos aériennes : la carte de Cassini (XVIIIe siècle), la carte d'état-major (1820-1866) et la période actuelle (1950 à aujourd'hui).

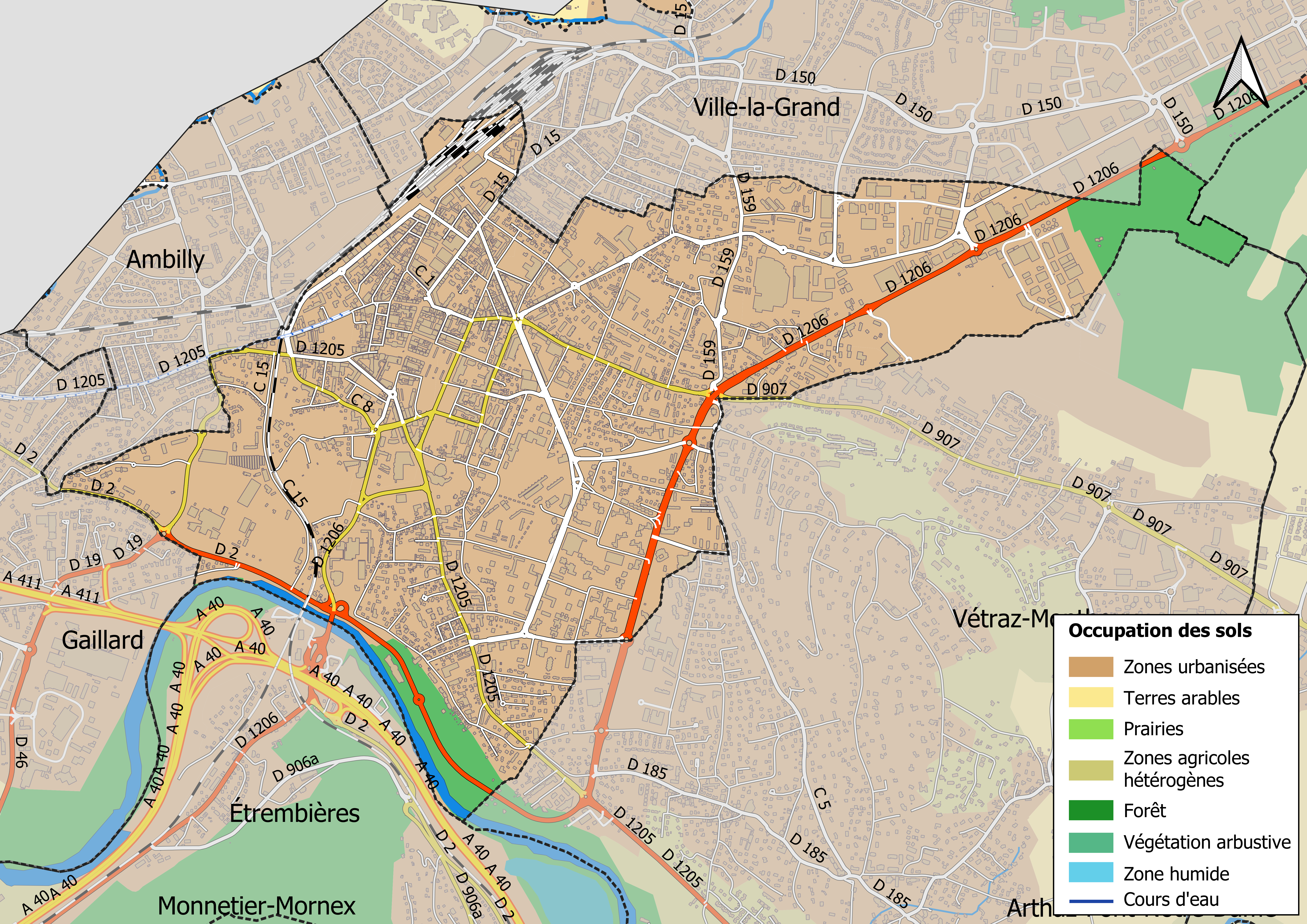
Carte des infrastructures et de l'occupation des sols en 2018 (CLC) de la commune.
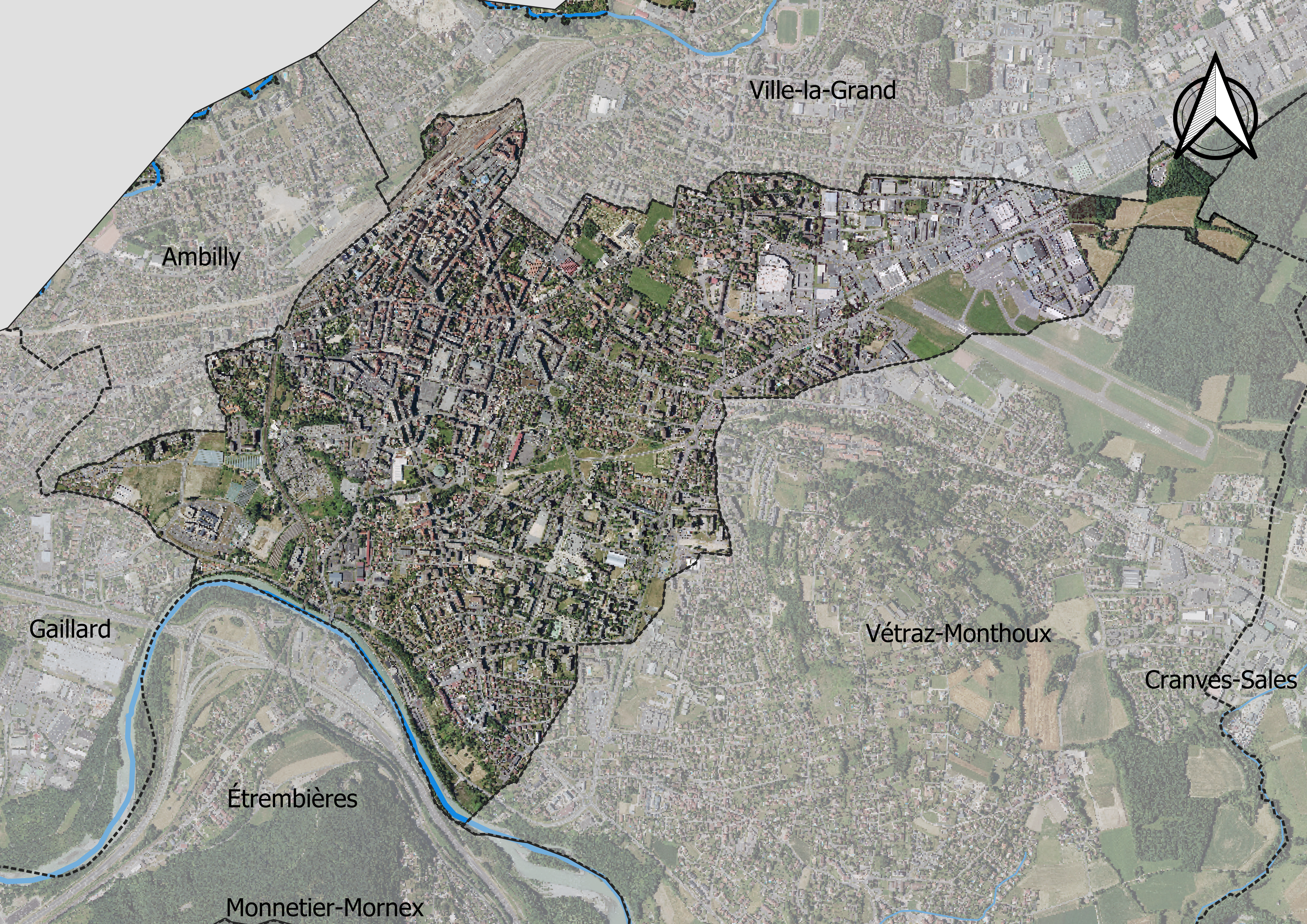
Carte orthophotogrammétrique de la commune.

### Morphologie urbaine
- Limite communale

Plan officiel des quartiers d'Annemasse.

Annemasse est divisée en plusieurs quartiers articulés autour de celui du centre-ville, où se trouvent la mairie et de nombreux commerces. On y trouve le quartier Chablais-Parc au nord, à l'est ceux de Romagny et du Perrier-Livron, au sud le Vernand et à l'ouest le Brouaz. Enfin, une zone industrielle et zone d'activité, ZA du Mont-Blanc, est située à l'extrême est, non loin de l'aérodrome. L'agglomération d'Annemasse comporte un quartier prioritaire situé au Perrier.
Quartier Romagny
Le quartier de Romagny est situé au nord-ouest du centre ville d'Annemasse. Il comptait plus de 4 000 habitants dans les années 2010.
Quartier Brouaz
Quartier Perrier-Livron
Le quartier Perrier-Livron est situé à l'est de la ville, la partie du Perrier plus à l'ouest, et la partie Livron en bordure de la limite communale. Une partie du quartier du Perrier est classée en tant que quartier prioritaire de la politique de la ville (QPV). La population totale du QPV du Perrier est décomptée à 3 323 personnes dans la commune d'Annemasse en 2018. Le taux de pauvreté s'affiche à 34,4 % et on y trouve 82 % de logements sociaux.
Le quartier Perrier-Livron est à tendance résidentielle.
Quartier Vernand
Quartier Chablais Parc
En grande restructuration depuis 2011 dans le cadre d'une zone d'aménagement concerté (ZAC). Le programme de construction prévoyait 489 logements, dont 157 logements aidés, une résidence service de 84 logements, un hôtel *** de 80 chambres, 10 500 m2 de surface commerciale, un multiplexe de cinq salles et un parking public de 320 places.

### Logement
La ville d'Annemasse pratique une politique volontariste dans le domaine du logement social. Actuellement, le taux de logement aidé est de 24 % (en termes de revenus, ces logements sont accessibles à 75 % de la population).
Les logements sociaux sont réservés aux personnes de nationalité française ou étrangères admises à séjourner en France dans les conditions légales, et ayant des ressources inférieures à un plafond défini chaque année par les services de l’État.
Les bailleurs sociaux sont propriétaires de logements. Néanmoins, en contrepartie de financements, plusieurs organismes sont réservataires de ceux-ci et à ce titre proposent des candidatures lors de la libération d'un appartement.
La répartition est généralement la suivante :
- employeurs : 40 % ;
- commune : 20 % ;
- État (réservation sociale) : 20 % ;
- État (fonctionnaires) : 5 % ;
- bailleurs sociaux : 15 %.

### Voies de communications et transports

#### Voies routières
Annemasse est au centre d'un nœud routier important. La ville est desservie par l'échangeur d'Étrembières de l'autoroute A40 (nommée autoroute blanche) (Mâcon-Chamonix-Mont-Blanc). D'autre part, un carrefour routier permet d'accéder rapidement au Chablais, au Faucigny, à toute la vallée de l'Arve, au reste du Genevois, mais aussi à l'Ain et à la Suisse voisine.
Annemasse comporte aussi une gare routière à proximité immédiate de la gare ferroviaire.

#### Transport ferroviaire

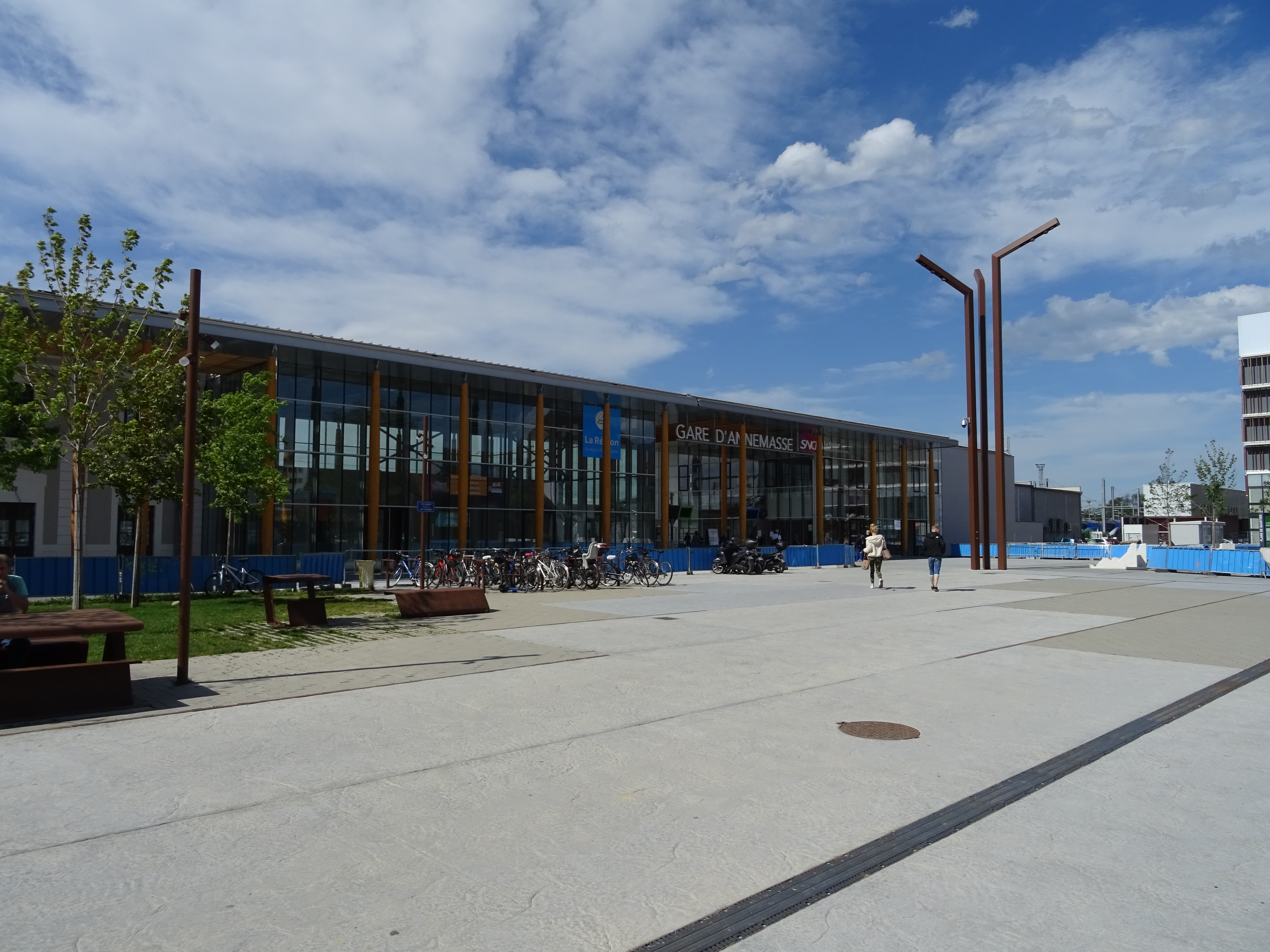
Le nouveau bâtiment voyageurs de la gare d'Annemasse, avec son parvis.

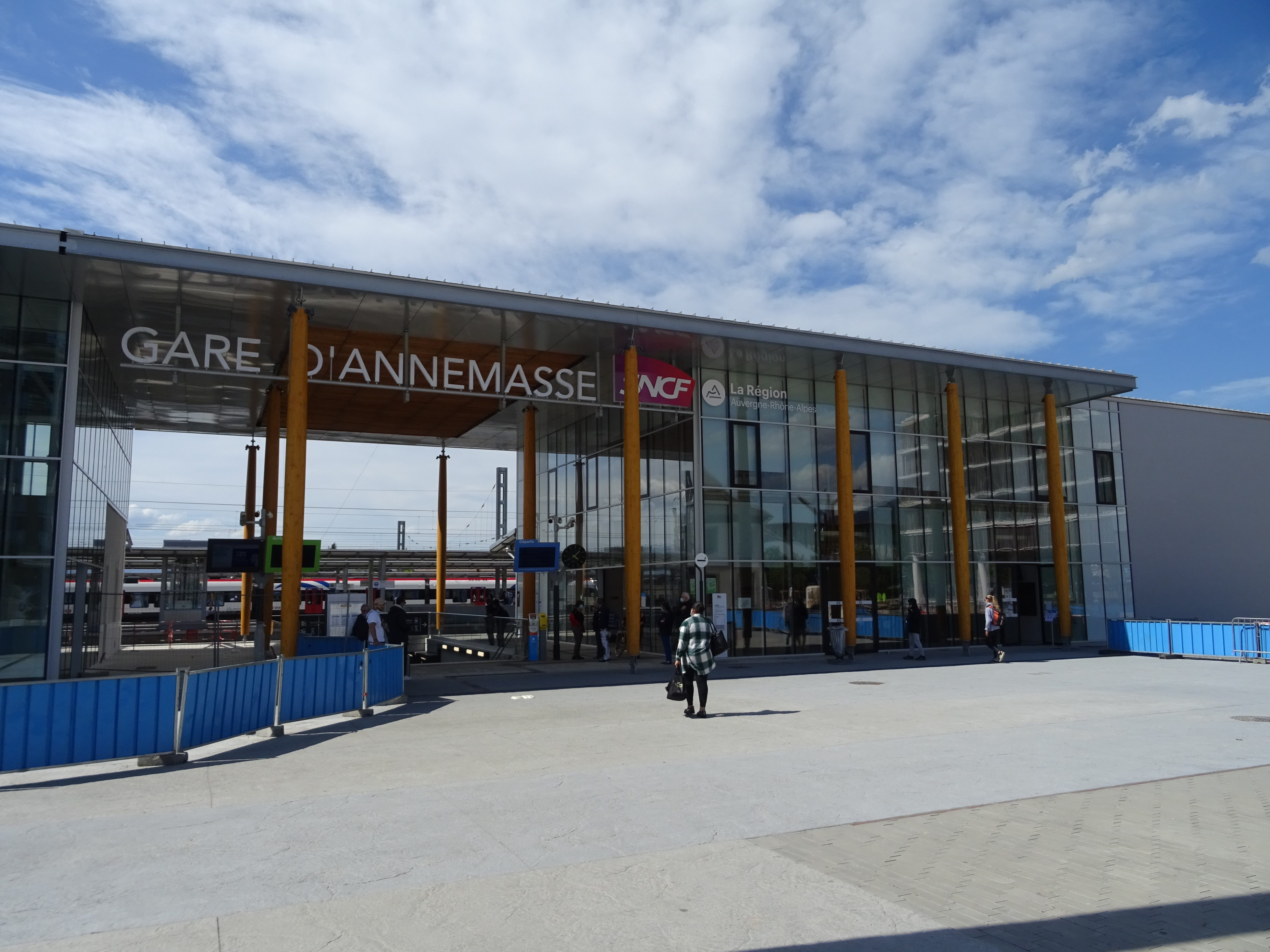
Le nouveau bâtiment voyageurs de la gare d'Annemasse, vu de près.

La gare d'Annemasse est une gare ferroviaire française de la ligne de Longeray-Léaz au Bouveret située entre les gares ouvertes de Saint-Julien-en-Genevois et de Machilly. Elle est l'aboutissement de la ligne d'Aix-les-Bains-Le Revard à Annemasse après la gare de Reigner, et celle du CEVA après la gare de Chêne-Bourg. Elle est desservie par des TER Auvergne-Rhône-Alpes, des TGV inOui, des RegioExpress et Léman Express.
Depuis l'ouverture du CEVA, Annemasse est principalement desservie par les trains Léman Express, qui relient la gare de Coppet aux gares d'Évian-les-Bains (L1), d'Annecy (L2), de Saint-Gervais-les-Bains-Le Fayet (L3) et d'Annemasse (L4). Ils offrent une cadence à l'heure, voire à la demi-heure en heure de pointe, y compris en soirée et en fin de semaine. La gare d'Annemasse bénéficie même d'un cadencement aux 10 minutes en direction de Genève et de Coppet. Seules les circulations avec Bellegarde sont toujours effectuées par des trains TER Auvergne-Rhône-Alpes. Le trafic s'établit ainsi à 270 circulations quotidiennes.
La desserte régionale de longue distance comprend des trains TER Auvergne-Rhône-Alpes et RegioExpress (RE), assurant les relations :
- Lyon-Part-Dieu – Ambérieu-en-Bugey – Culoz – Bellegarde – Annemasse – Évian-les-Bains / Saint-Gervais-les-Bains-Le Fayet ;
- Valence-Ville – Évian-les-Bains (le vendredi soir, avec retour le dimanche soir, à destination de Grenoble, pour les étudiants) ;
- Saint-Maurice / Vevey – Annemasse (cadencement à la demi-heure).

Enfin des TGV inOui desservent la gare, les vendredis et les week-ends, sur la liaison Paris-Gare-de-Lyon – Évian-les-Bains. Cette dernière est renforcée en période hivernale (liaisons Paris-Gare-de-Lyon – Évian-les-Bains / Saint-Gervais-les-Bains), pour les stations de sports d'hiver environnantes, comme Châtel, Avoriaz, Les Gets (stations des Portes du Soleil).

#### Transports en commun
L'agglomération annemassienne bénéficie de son propre réseau de transports en commun, les Transports annemassiens collectifs (TAC), gérés depuis 2002 par TP2A (Transports publics de l'agglomération d'Annemasse, groupement de la RATP et des TPG) sous contrat de délégation de service public avec l'agglomération. Le réseau comporte, en semaine, une ligne de bus à haut niveau de service « Tango », six lignes régulières et un service de transport à la demande et, les dimanches et fêtes, une ligne régulière et une ligne de transport à la demande. Le réseau est membre de la communauté tarifaire Léman Pass. Une ligne des TPG dessert l'agglomération, la ligne 17 du tramway de Genève reliant le Parc Montessuit à la gare de Lancy-Pont-Rouge.
En outre, les lignes 141 et 151 des transports en commun de Thonon-les-Bains (Star't) desservent la commune.

#### Transports aériens
L'aérodrome d'Annemasse (ou aérodrome Marcel-Bruchon) est un aérodrome d'affaires et de tourisme situé au nord-est de l'agglomération contre le Bois de Rosses, à cheval sur les communes d'Annemasse, Ville-la-Grand, Vetraz-Monthoux et Cranves-Sales.

#### Pistes cyclables
La ville d'Annemasse compte 13 km de réseau cyclable pour 35 km de voiries.

## Toponymie
Les formes anciennes du toponymes apparaissent au XIIe siècle avec Anamasci (1153), Anamassie (1275), Anamassia (1308), Anamchi (1448), on trouve par ailleurs dans le Régeste genevois les formes Anamasces, Anamachy et Annemansia.
Annemasse est un toponyme qui pourrait provenir d'une tribu Allobroges, selon l'auteur Gilbert Künzi, dans l'ouvrage Lieux-dits entre Dranse et Arve (1997),. Albert Dauzat et Charles Rostaing, dans le Dictionnaire étymologique des noms de lieux de France (p. 20), pensent que ce toponyme trouve son origine dans un andronyme gaulois *Adnamatius. Selon un article de P. Broise, publié dans le Bulletin de la Société d'histoire et d'archéologie de Genève, utilisant le travail de Dauzat et Rostaing, ainsi que les travaux d'Alfred Holder (Alt-Celtischer Sprachschatz, 1891-1904, tome 1, p. 135), le nom de la ville serait à rapprocher d'Annamatia, une cité romaine se trouvant en Pannonie. À l'époque romaine, l'ancien vicus gallo-romain porte le nom de Namascae.
En francoprovençal, le nom de la commune s'écrit Almâsse (graphie de Conflans) ou Anemâsse (ORB).

## Histoire

### Préhistoire et antiquité gallo-romaine
La région a notamment été peuplée par les Allobroges vers 300 av. J.-C. ; on trouve un site archéologique sur le mont Salève.
Développement d'une petite agglomération rurale en position de carrefour, au sortir de la vallée de l'Arve. 
La voie romaine de la rive gauche du Rhône jusqu'à Genève passe par la commune. Deux bornes milliaires ont été trouvées sur le territoire de la commune, toutes les deux dédiées aux empereurs de la seconde tétrarchie et à leurs césars. Ce qui date leur installation du début du IVe siècle. Celle trouvée près du pont de la Géline (aujourd'hui disparu suite à l'enfouissement du ruisseau) présente la particularité de ne nommer d'un seul des deux empereurs et des deux césars de la tétrarchie : L'auguste Galère et le césar Maximin Daïa.

### Une ville récente au passé rural
Au VIe siècle, une église y est consacrée par Maxime, évêque de Genève, et par saint Avit, évêque de Vienne.
Le site géographique de la ville la condamne à une très longue stagnation, accentuée encore par la rivalité entre la cité de Calvin et les princes de Savoie dont elle dépend, au cours des périodes médiévale, moderne puis contemporaine.
Appartenant au duché de Savoie, et plus précisément à la province de Carouge, Annemasse est française de 1792 à 1815, dans le département du Mont-Blanc puis dans celui du Léman. Chef-lieu de canton sous le Consulat, elle n'abrite que 600 habitants au premier recensement de 1801 et vit alors de l'agriculture et des marchés de Genève. En 1815, elle est rendue au royaume de Piémont-Sardaigne.
Lors des débats sur l'avenir du duché de Savoie, en 1860, la population est peu sensible à l'idée d'une union de la partie nord du duché à la Suisse. Une pétition circule dans cette partie du pays (Chablais, Faucigny, Nord du Genevois) et réunit plus de 13 600 signatures, dont 64 pour la commune,. Ce faible nombre, pour une population de plus de 1000 habitants, s'explique en partie « [par la crainte] de perdre les avantages de la frontière et d'être réduite à un faubourg de Genève ». Le duché est réuni à la suite d'un plébiscite organisé les 22 et 23 avril 1860 où 99,8 % des Savoyards répondent « oui » à la question « La Savoie veut-elle être réunie à la France ? ».

### Première étape: l'arrivée du chemin de fer
Le développement de la ville a réellement commencé à partir de l'arrivée du chemin de fer.
L'aménagement de la voie ferrée Bellegarde-Evian en 1880, complétée par celle conduisant à Annecy et à Saint-Gervais-les-Bains, va permettre le premier « décollage » d'Annemasse et l'installation des premières industries, malgré le régime pourtant contraignant de la Grande Zone Franche de 1860 qui faisait de Genève de facto la capitale économique et commerciale de toute la Haute-Savoie du Nord.
Au recensement de 1911, Annemasse n'a encore que 3 300 habitants, mais un premier plan d'urbanisme lié à la construction de la gare permet de structurer l'ancien village-rue et d'étendre l'espace urbain.

### Naissance et développement d'une petite ville aux portes de Genève (1920-1950)

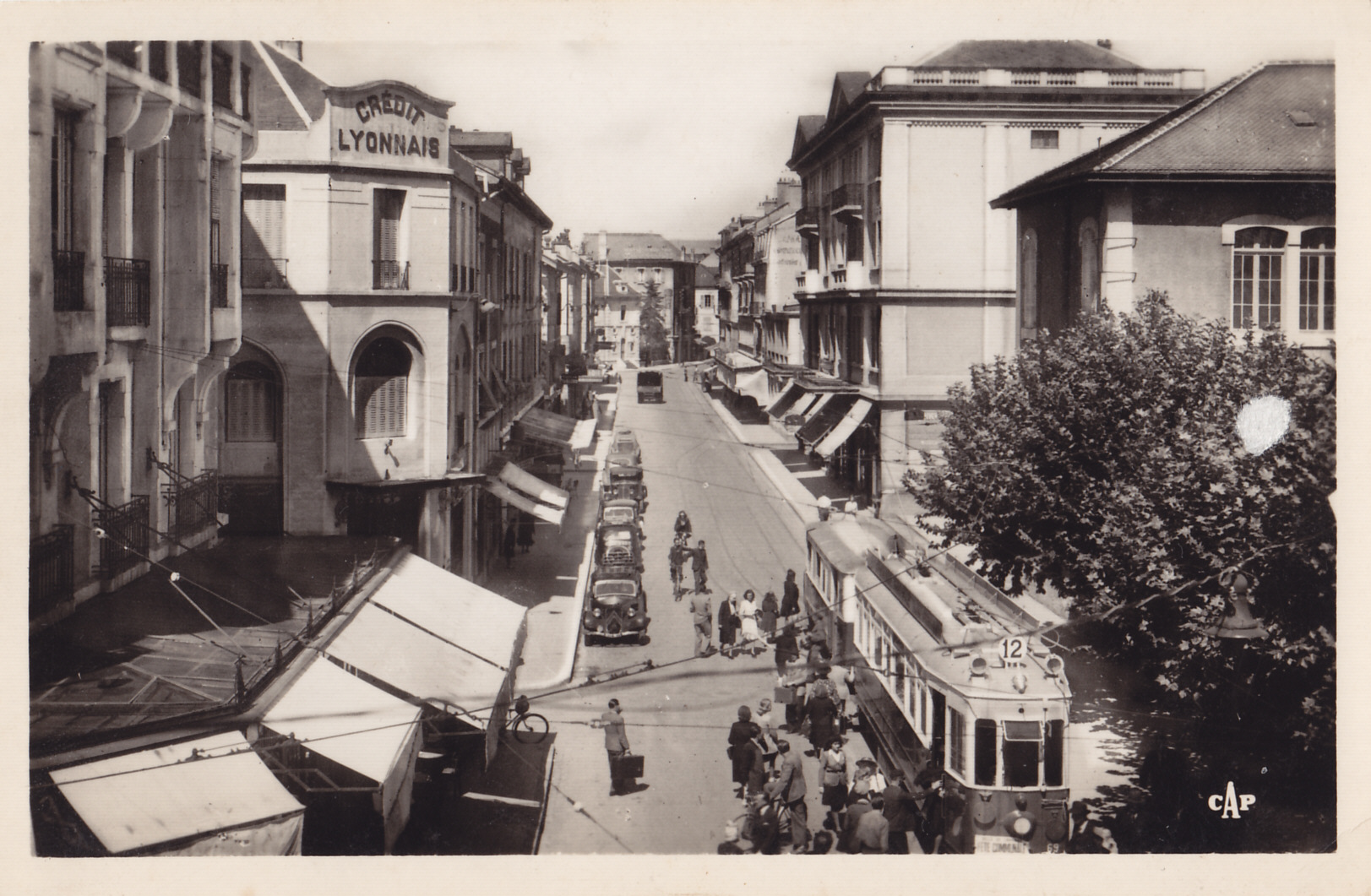
La ville était desservie par la ligne 12 de la compagnie genevoise des tramways électriques de 1921 à 1959.

La guerre de 1914-1918 ayant entraîné la fin du régime de la Grande Zone Franche, dite de l'Annexion, la disparité entre le franc suisse et le franc français consécutive au financement de la guerre par l'inflation, autant de raisons qui nécessitent un centre urbain pour l'approvisionnement de l'arrière-pays et de la basse vallée de l'Arve. Annemasse se développe fiévreusement et attire une population d'origine paysanne et étrangère. Les Genevois, de leur côté, ne veulent pas perdre le marché de la Savoie proche et installent à Annemasse usines et commerces. Les frontaliers sont alors suisses. Le décolletage et la petite mécanique stimulés par la guerre connaissent un nouveau développement. Annemasse a 6 000 habitants en 1926 et 8 000 en 1936.
Un plan d'urbanisme réalisé par un ingénieur de l'État qui prévoit les futures voiries et l'extension du champ urbain reçoit une première application. La guerre, l'occupation italienne puis allemande entraînent la coupure totale avec Genève et un repli des activités suisses. De fin 1942 jusqu'à la libération au 8 août 1944, l'hôtel du Pax a servi de prison aux Italiens jusqu'au 8 septembre 1943 puis aux Allemands. Au moins 742 personnes y ont été incarcérées et torturées, dont 195 juifs et 547 résistants et passeurs,. Pourtant, Annemasse accueille des réfugiés et le transfert d'activités horlogères du Doubs.
Près de 1 000 personnes travaillent dans l'horlogerie au début des années 1950.

### De la petite ville à la ville moyenne
Après 1950, Annemasse va connaître un développement presque continu marqué cependant par des temps d'arrêt assez nets. Entre les différents recensements, Annemasse et son agglomération enregistrent souvent l'un des plus forts accroissements de la région Rhône-Alpes et de la Haute-Savoie. La population d'Annemasse passe de 8 800 habitants en 1946 à 27 000 en 1990. Les communes voisines connaissent une progression sensiblement analogue.
Mais jusqu'en 1962-1965, le développement est relativement équilibré, l'afflux de travailleurs frontaliers attirés par Genève et eux-mêmes remplacés jusqu'en 1974 par des travailleurs immigrés entraîne une spéculation foncière et immobilière très grave. Le reflux de la main-d’œuvre frontalière entre 1975 et 1978 entraîne l'arrêt des constructions privées, la reprise à Genève après 1982 suscite une nouvelle fièvre puis une nouvelle pause, à partir de la fin 1990, suivie d'une reprise récente. Avec un foncier très cher, le problème est de maintenir des activités industrielles dans une agglomération où les salariés sont attirés par Genève ; le renouvellement des industries et leur orientation vers des activités à haute valeur ajoutée (électronique, micro-mécanique, ultra-sons, capteurs) sont une donnée actuelle.
Du 21 juin 1985 à janvier 1991, la ville est le théâtre d'agressions et de viols commis sur des fillettes dont une est tuée le 13 mars 1986 par Lucien-Gilles de Vallière. Cette affaire criminelle marque durablement la région,.
L'agglomération perd plus de 2 000 emplois industriels depuis 1975, largement compensés par ceux du tertiaire (services et commerces). Le plan d'urbanisme de 1950 prévoit l'extension d'Annemasse et l'aménagement d'une « seconde ville » au Perrier, réalisée dans les années 1970. Ces vingt dernières années, la ville s'est transformée et équipée (centre culturel, gare routière, salle des sociétés, centre technique municipal, Maison de l’Économie, aménagement du quartier de Romagny, Maison des Associations, Gymnase du Perrier, piétonnier de la place de l'Hôtel-de-Ville et des alentours). La densification du centre est l'objectif fondamental avec l'axe gare-église Saint-André, ainsi qu'une meilleure intégration du quartier du Perrier qui a bénéficié d'un Contrat de Ville préventif. Au sein de la première aire urbaine de la Haute-Savoie (325 696 hab en 2017), la Ville-Centre doit jouer son rôle d'animatrice et incarner l'image française de la grande agglomération genevoise transfrontalière favorisée par son carrefour autoroutier et les perspectives d'être la gare TGV Sud de Genève.

## Politique et administration
Ses habitants sont les Annemassiennes et Annemassiens.

### Administration territoriale
Ville de Haute-Savoie, Annemasse fait partie de l'arrondissement de Saint-Julien-en-Genevois et est le bureau centralisateur du canton homonyme. Elle est incluse dans le Grand Genève.
Selon les classements établis par l’INSEE, sur des critères géographiques et économiques, Annemasse est un pôle urbain, centre de l’unité urbaine de l'agglomération Annemasse - Les Voirons Agglomération composée de douze communes (Annemasse, Ambilly, Bonne, Cranves-Sales, Étrembières, Gaillard, Juvigny, Lucinges, Machilly, Saint-Cergues, Vétraz-Monthoux et Ville-la-Grand). Annemasse est également la commune centre de l’aire urbaine de Genève-Annemasse (21 communes) intégrée à l’espace urbain Rhône et Alpes.

### Instances judiciaires
Il existe dans l'agglomération un tribunal d'instance et un conseil des prud'hommes.
La Maison de Justice et du droit de l’Agglomération annemassienne a été créée le 13 novembre 2000 par le tribunal de grande instance de Thonon-les-Bains, l’EPCI (SIVMAA) et l’État.
Depuis le 3 janvier 2011, une antenne du service pénitentiaire d'insertion et de probation (SPIP) de la Haute-Savoie est implantée dans la ville, sur le même ressort territorial que le tribunal de grande instance de Thonon-les-Bains.

### Tendances politiques et résultats

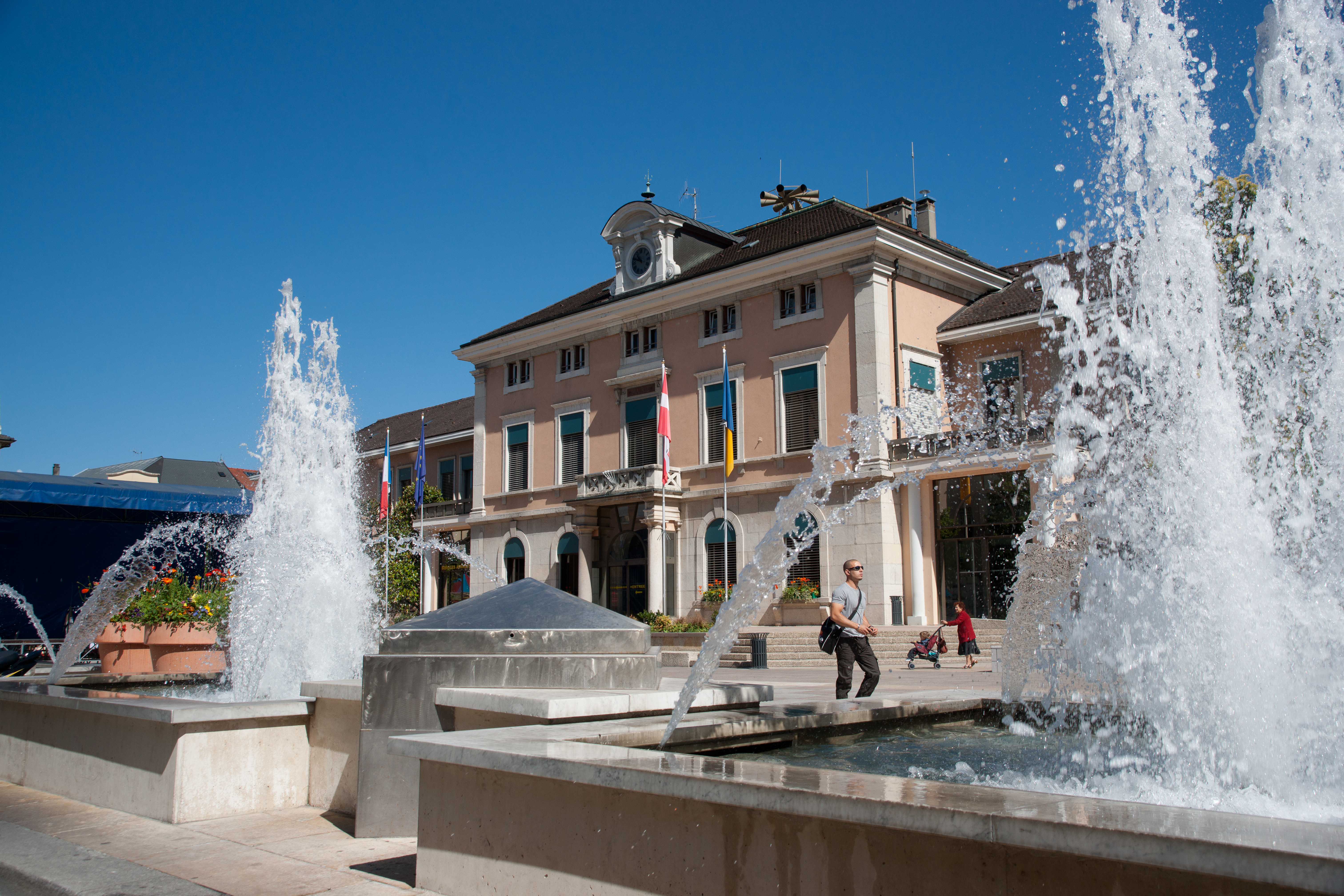
L'hôtel de ville d'Annemasse.

La ville d'Annemasse est gérée par la gauche depuis 1977 et la victoire aux municipales de Robert Borrel qui était alors le premier secrétaire de la fédération socialiste départementale. Robert Borrel a été exclu du PS en 1986 après son maintien aux législatives face à Dominique Strauss-Kahn. Il n'a jamais voulu ré-adhérer à ce parti, mais n'en demeure pas moins un « homme de gauche », souvent décrié, mais réélu plusieurs fois.
Depuis les élections de mars 2008, Christian Dupessey a succédé à Robert Borrel au poste de premier magistrat de la ville à la suite de la retraite politique de ce dernier. L'équipe municipale majoritaire occupe 30 sièges sur 39 dans le conseil municipal.

### Administration municipale

#### Les maires

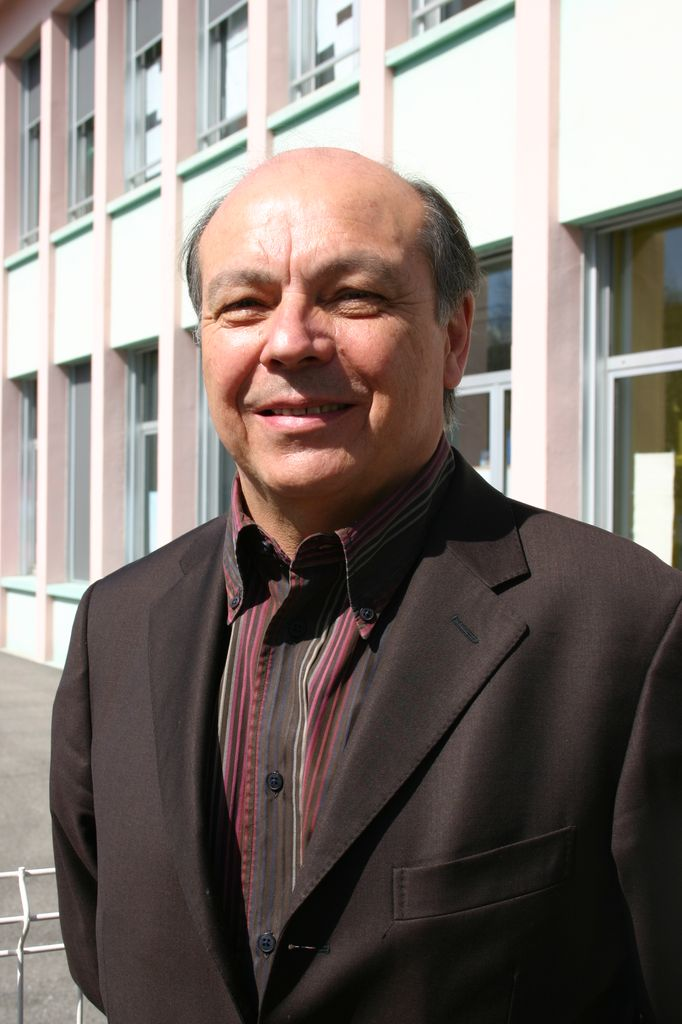
Christian Dupessey, maire depuis 2008.

Appartenant au royaume de Piémont-Sardaigne jusqu'en 1860, la commune est alors administrée par un conseil communal qui nomme un syndic à sa tête. Après l'annexion de la Savoie à la France, le conseil municipal élit alors en qualité de maire Claude Philippe Dusonchet qui occupait le poste de syndic depuis 1854.
| Période        | Période      | Identité            | Étiquette    | Qualité                                                                                         |
| -------------- | ------------ | ------------------- | ------------ | ----------------------------------------------------------------------------------------------- |
| octobre 1947   | mai 1953     | Claudius Montessuit | Rad.         | Entrepreneur en travaux publics Conseiller général (1951 → 1958)                                |
| mai 1953       | mars 1959    | Léon Guersillon     |              | Comptable                                                                                       |
| mars 1959      | juillet 1963 | Claudius Montessuit | Rad.         | Entrepreneur en travaux publics Conseiller général (1951 → 1958) Décédé en fonction             |
| septembre 1963 | mars 1971    | Henri Jeantet       | UNR puis UDR | Industriel, ingénieur Premier adjoint au maire (1959 → 1963)                                    |
| mars 1971      | mars 1977    | Pierre Berthier     | DVD          | Premier adjoint au maire (1963 → 1968)                                                          |
| mars 1977      | juin 1996    | Robert Borrel       | PS puis DVG  | Professeur de lettres Député de la Haute-Savoie (1986 → 1988)                                   |
| novembre 1996  | juin 1997    | Guy Gavard          | DVG          | Professeur de lycée Premier adjoint au maire (1977 → 1996 et 1997 → 2001)                       |
| juin 1997      | mars 2008    | Robert Borrel       | DVG          | Professeur de lettres Député de la Haute-Savoie (1986 → 1988) Conseiller régional (1998 → 2004) |
| mars 2008      | mai 2015     | Christian Dupessey  | PS           | Proviseur retraité Conseiller régional (2010 → 2018)                                            |
| juin 2015      | juillet 2015 | Délégation spéciale |              |                                                                                                 |
| juillet 2015   | En cours     | Christian Dupessey  | PS           | Proviseur retraité Conseiller régional (2010 → 2018) Réélu pour le mandat 2020-2026             |

À la suite d'irrégularités constatées dans la liste du FN, les élections municipales de mars 2014 sont invalidées par le tribunal administratif de Grenoble, décision confirmée par le Conseil d'État le 22 mai 2015. Le 1er juin suivant, la préfecture de Haute-Savoie nomme une délégation spéciale pour gérer provisoirement la commune. Les nouvelles élections se tiennent le 28 juin et voient la victoire dès le premier tour de la liste emmenée par Christian Dupessey. Celui-ci est élu maire par le nouveau conseil municipal le 3 juillet.
Pour son second mandat, Christian Dupessey voit à nouveau son élection invalidée par décision du tribunal administratif de Grenoble et à la suite d’un recours déposé par Maxime Gaconnet (Générations Annemasse). Annulation due cette fois par rapport au taux de participation.

### Politique de développement durable
La municipalité d'Annemasse s'est engagée dès l'an 2000 dans une réflexion sur le développement durable, avec la conduite de l'Agenda 21 (plan d'actions pour le XXIe siècle). C'est pourquoi la municipalité a choisi de conduire l'ensemble des projets de construction neuve en intégrant une démarche HQE, par exemple pour la Maison des sports et le groupe scolaire Saint-Exupéry.
Les objectifs de l'Agenda 21 d'Annemasse
Intégrer la dimension environnementale dans les politiques économiques et sociales et plus globalement dans le processus de décision municipal.
Organiser la concertation de la population et des acteurs locaux.
Concevoir et faire vivre un document de référence dans lequel apparaissent les priorités pour le développement durable de la ville et qui sert à l’évaluation des politiques de la ville.
L'ensemble des actions de la ville d'Annemasse en matière de développement durable est porté depuis près de 10 ans par l'engagement municipal sur la mise en place d'un programme Agenda 21 : démarche HQE sur les nouvelles constructions (une école et une maison des sports déjà réalisées), programme de rénovation et d'amélioration thermique des bâtiments existants, création d'un réseau de chaleur bois, mise en place de pédibus, développement du réseau cyclable, introduction de produits bio et équitables pour les 200 000 repas annuels produits par la cuisine centrale, gestion différenciée et biologique des espaces verts, création du prix Développement durable de la ville d'Annemasse.
Le programme d'actions élaboré avec les Annemassiens est décrit comme le fil rouge de la politique municipale[Par qui ?].

### Jumelages et pactes d'amitié
La ville d'Annemasse est jumelée avec plusieurs autres villes étrangères pour des échanges socio-culturels.
| Ville | Ville              | Pays | Pays      | Période                     |
| ----- | ------------------ | ---- | --------- | --------------------------- |
|       | Boisbriand         |      | Canada    | depuis octobre 2001         |
|       | Gaggenau           |      | Allemagne | depuis 1970                 |
|       | Sieradz            |      | Pologne   | depuis le 15 octobre 2000   |
|       | Torricella Peligna |      | Italie    | depuis le 17 septembre 2013 |

## Équipements et services publics

### Espaces publics
En 2015, Annemasse est confirmée comme ville fleurie avec « trois fleurs » par le Conseil national des villes et villages fleuris de France au concours des villes et villages fleuris.
Le principal espace vert annemassien est le jardin Claudius Montessuit, situé en centre-ville et nommé d'après un ancien maire de la ville. Il accueille notamment une aire de jeux pour enfants et le Kiosque à Musique Marius David. Le kiosque à musique fut construit en 1931 et était destiné à l'Harmonie municipale, laquelle, durant la saison estivale, se proposait de donner des concerts chaque semaine. Il a ensuite été utilisé pour les concerts du « Théâtre de Verdure » en été.
L’étude du projet fut confiée à l'architecte municipal Maurice Pacthod. Les caractéristiques en sont les suivantes : kiosque, avec sous-sol, de 10 m de diamètre et de forme octogonale, en béton ; les poteaux sont en chêne et les plancher et plafond en lames de pin d’Orégon. Les entrepreneurs ont été Victor Mogenet pour la maçonnerie, Yves Hubert Dentand pour la charpente-menuiserie et Michel Coppo pour les travaux de couverture et ferblanterie. Le 12 juillet 1996, le maire Robert Borrel dévoile une plaque commémorative en mémoire de Marius David, musicien – auteur-compositeur annemassien et cofondateur du Comité des Fêtes d’Annemasse.
On y trouve aussi d'autres parcs et espaces verts :
- le parc Eugène-Maître, récemment aménagé, arborisé avec plus de 50 variétés différentes d'érable, comprend aussi des jeux pour enfants et un échiquier géant. Le nom provient de l'entreprise qui y avait son usine ;
- le jardin des Iris, où sont plantées plus de 50 variétés d'iris, se trouve au bord de l'Arve à proximité du Casino ;
- le parc Olympe de Gouges situé rue du Faucigny en centre-ville ;
- le parc Fantasia dans le quartier du Brouaz abritant l'ancienne « villa Montfort » baptisée en 1939 « La Fantasia », acquise par la ville en 1968[44].

### Enseignement
La commune de Annemasse est située dans l'académie de Grenoble. Elle accueille douze écoles élémentaires, un collège et trois lycées.
Les établissements sont :
Écoles maternelles
Bois-Livron, Camille-Claudel, Marianne-Cohn, Jean-Mermoz, La Fontaine, Les Hutins, Saint-Exupéry
Écoles élémentaires
- Écoles publiques : Bois-Livron, Camille-Claudel, Marianne-Cohn, Jean-Mermoz, La Fontaine, Les Hutins, Saint-Exupéry
- Écoles privées : Chamarette, Saint-François

Collège
- Michel-Servet

Lycées
- Lycée général : Les Glières (Formation tertiaire BTS intégré)
- Lycée général et technologique : Jean-Monnet
- Lycée professionnel : Le Salève

Autres et enseignement supérieur
L'École des Beaux Arts du Genevois (EBAG) répartie sur les communes de l'agglomération.

### Santé
Annemasse dispose d'une clinique (hôpital privé Savoie Nord) situé dans le quartier du Brouaz ainsi que d'un hôpital (CHAL : centre hospitalier Alpes Léman) situé à Findrol. Cet hôpital est un des précurseurs en France dans l'utilisation de coupeurs de feu pour soulager les patients.

## Population et société

### Démographie

#### Évolution démographique
Les habitants sont dénommés Annemassiens. La population de la ville d'Annemasse et, au-delà, de l'agglomération, a accompagné le développement économique de Genève après la Seconde Guerre mondiale, passant de 8 000 habitants en 1946 à 27 000 habitants en 1990. L'accroissement de la population a conduit à une densification du centre-ville et le remplacement des maisons individuelles par des immeubles d'habitation de taille moyenne. Le recensement de 2007 a marqué le passage de la ville dans la catégorie des villes de plus de 30 000 habitants.
En 2015, la ville comptait 9 131 immigrés sur 35 234 habitants, soit 26,7 % de sa population.
L'évolution du nombre d'habitants est connue à travers les recensements de la population effectués dans la commune depuis 1793. Pour les communes de plus de 10 000 habitants les recensements ont lieu chaque année à la suite d'une enquête par sondage auprès d'un échantillon d'adresses représentant 8 % de leurs logements, contrairement aux autres communes qui ont un recensement réel tous les cinq ans,.

En 2022, la commune comptait 37 595 habitants, en évolution de +7,29 % par rapport à 2016 (Haute-Savoie : +6,01 %, France hors Mayotte : +2,11 %).
| 1793 | 1800 | 1806 | 1822 | 1838  | 1848  | 1858  | 1861  | 1866  |
| ---- | ---- | ---- | ---- | ----- | ----- | ----- | ----- | ----- |
| 515  | 615  | 616  | 776  | 1 049 | 1 047 | 1 045 | 1 124 | 1 203 |

| 1872  | 1876  | 1881  | 1886  | 1891  | 1896  | 1901  | 1906  | 1911  |
| ----- | ----- | ----- | ----- | ----- | ----- | ----- | ----- | ----- |
| 1 143 | 1 221 | 1 521 | 1 996 | 2 380 | 2 460 | 2 811 | 3 052 | 3 334 |

| 1921  | 1926  | 1931  | 1936  | 1946  | 1954   | 1962   | 1968   | 1975   |
| ----- | ----- | ----- | ----- | ----- | ------ | ------ | ------ | ------ |
| 4 208 | 6 009 | 7 092 | 8 018 | 8 831 | 10 209 | 13 814 | 17 166 | 23 384 |

| 1982   | 1990   | 1999   | 2006   | 2011   | 2016   | 2021   | 2022   | - |
| ------ | ------ | ------ | ------ | ------ | ------ | ------ | ------ | - |
| 26 204 | 27 669 | 27 253 | 28 572 | 32 657 | 35 041 | 37 918 | 37 595 | - |

Annemasse et sa banlieue continue la plus immédiate (à savoir sept communes, Ambilly, Ville-la-Grand, Cranves-Sales, Vétraz-Monthoux, Étrembières et Gaillard) totalisent 81 321 habitants en 2020.

#### Pyramide des âges
En 2021, le taux de personnes d'un âge inférieur à 30 ans s'élève à 41,9 %, soit au-dessus de la moyenne départementale (35,3 %). À l'inverse, le taux de personnes d'âge supérieur à 60 ans est de 16,6 % la même année, alors qu'il est de 22,7 % au niveau départemental.
En 2021, la commune comptait 18 526 hommes pour 19 392 femmes, soit un taux de 51,14 % de femmes, légèrement supérieur au taux départemental (50,83 %).
Les pyramides des âges de la commune et du département s'établissent comme suit :
| Hommes | Classe d’âge | Femmes |
| ------ | ------------ | ------ |
| 0,5    | 90 ou +      | 1,0    |
| 4,1    | 75-89 ans    | 6,3    |
| 9,6    | 60-74 ans    | 11,5   |
| 15,5   | 45-59 ans    | 15,0   |
| 26,7   | 30-44 ans    | 25,9   |
| 21,5   | 15-29 ans    | 20,0   |
| 22,1   | 0-14 ans     | 20,2   |

| Hommes | Classe d’âge | Femmes |
| ------ | ------------ | ------ |
| 0,6    | 90 ou +      | 1,4    |
| 5,9    | 75-89 ans    | 7,9    |
| 14,2   | 60-74 ans    | 15,3   |
| 20,7   | 45-59 ans    | 20,3   |
| 21,8   | 30-44 ans    | 21,4   |
| 17,4   | 15-29 ans    | 15,6   |
| 19,5   | 0-14 ans     | 18     |

#### Ménages
Le nombre total de ménages en 2021 à Annemasse est de 17 851.
Ces ménages ne sont pas tous égaux en nombre d'individus. Voici ci-dessous, les données en pourcentage de la répartition de ces ménages par rapport au nombre total de ménages.
| Ménages de :      | 1 personne | un couple sans enfant | un couple avec enfant(s) | famille monoparentale | autres sans famille |
| ----------------- | ---------- | --------------------- | ------------------------ | --------------------- | ------------------- |
| Annemasse         | 44,0 %     | 18,1 %                | 23,6 %                   | 11,6 %                | 2,8                 |
| Haute-Savoie      | 36,4 %     | 25,8 %                | 27,1 %                   | 9,3 %                 | 1,4 %               |
| Moyenne nationale | 38,1 %     | 25,7 %                | 24,4 %                   | 10,1 %                | 1,7 %               |
| Sources : Insee,. |            |                       |                          |                       |                     |

### Manifestations culturelles et festivités
Le milieu associatif d'Annemasse est riche et actif, avec un nombre important de structures largement professionnalisées parmi lesquelles comptent : la bibliothèque municipale Pierre-Goy, le centre culturel Château-Rouge, le conservatoire de musique d'Annemasse, le cinéma Art et Essai « Ciné Actuel », la Villa du Parc – Centre d'Art Contemporain, l'école des Beaux-Arts du Genevois...

#### Villa du Parc
L’action culturelle participe fortement à ce travail d’intégration et à la création « d'Annemasse, ville contemporaine », notamment grâce à la Villa du Parc centre d'art contemporain depuis 1986 qui conçoit et organise dans ses murs quatre ou cinq expositions personnelles ou collectives par an, en partenariat avec la ville de Genève.

#### Château Rouge
Château-Rouge est une association subventionnée pour son fonctionnement par la Ville d'Annemasse, dans le cadre d'une délégation de service public : les missions confiées pour cinq années portent sur la diffusion de toutes les disciplines du spectacle vivant avec une spécificité sur les musiques actuelles et la danse, le jeune public, les actions avec les acteurs de la vie culturelle locale, la coopération transfrontalière, le soutien à la création contemporaine.
Château-Rouge prend la forme d'un équipement intégrant différents espaces : grande salle (1 200 places), salle de concerts (700 places), salle de répétitions (115 places), studios de répétitions, espace café-concert... La communauté d'agglomération Annemasse Agglo apporte un soutien aux actions très ouvertes à la population de l'agglomération : spectacles grand public, certaines actions en direction du Jeune public.

#### Festivals
Pendant les mois de juillet et août, la ville organise une série de concerts gratuits, qui se déroulent traditionnellement le vendredi soir au parc la Fantasia (musiques du monde) et le samedi soir place Jean-Jacques-Rousseau ("tendances jazz"). Anciennement nommés « Théâtre de verdure » en référence à leur cadre, ces concerts ont été renommés en Musical'été. Pour les fêtes de fin d'année, et plus généralement l'hiver la Ville organise le festival « Bonjour l'hiver ».
La bibliothèque municipale organise chaque année le Festival du livre jeunesse.

### Sports et loisirs

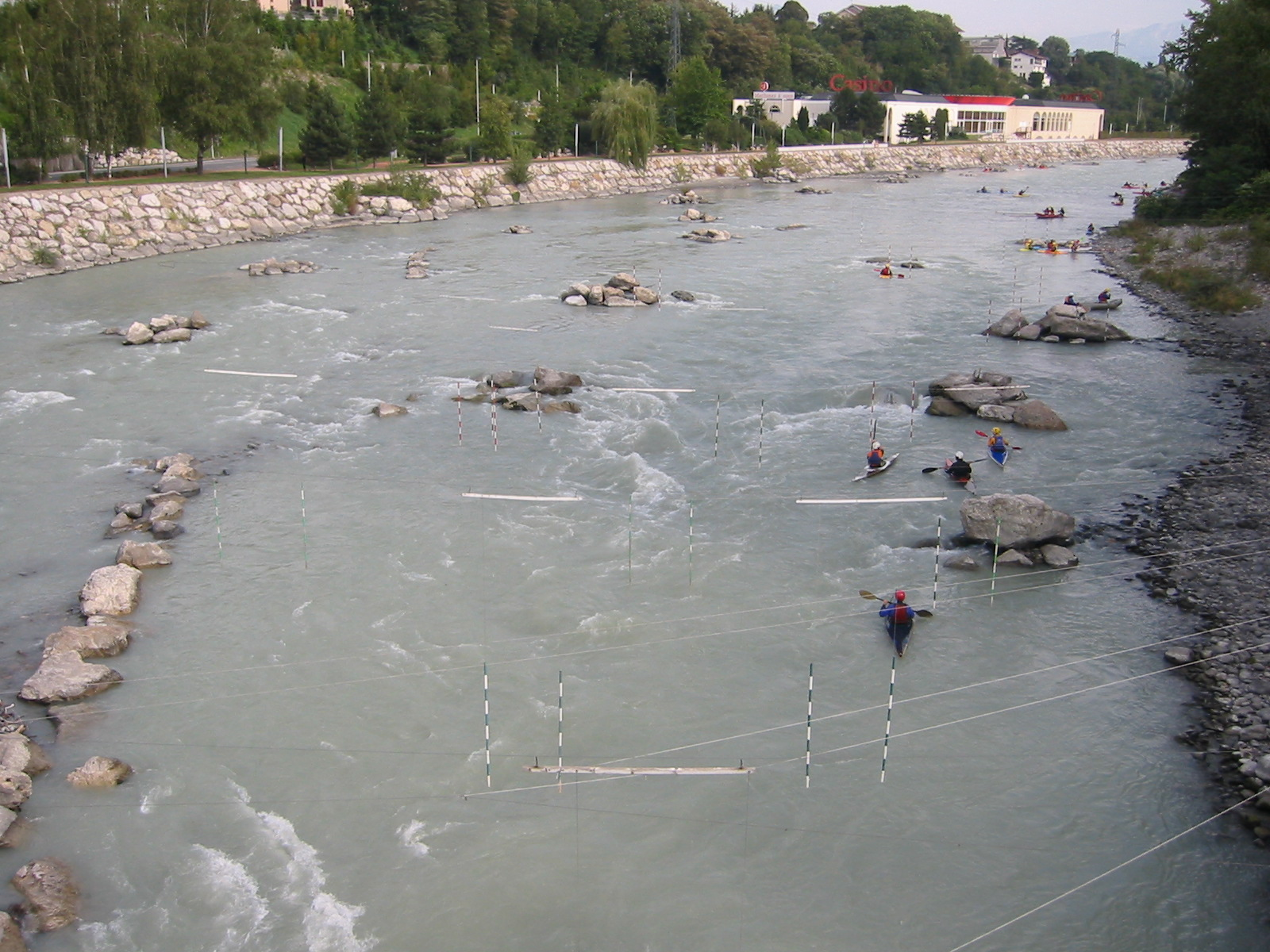
Compétition de slalom (canoë-kayak) sur l'Arve.

L'office municipal des sports est installé depuis 2009 à la Maison des sports au 30, rue Pasteur ou 14, avenue Henri-Barbusse.
La ville accueille annuellement plusieurs événements sportifs :
- la course à pied des Foulées Annemassiennes[52] ;
- la course cycliste Annemasse-Bellegarde-Annemasse, organisée dans le cadre des Circuits continentaux de cyclisme ;
- le Grand prix d'escalade de la ville d'Annemasse ou Open d'escalade d'Annemasse (20e édition en février 2012), avec des compétiteurs de niveau national et international ;
- les 24 heures de natation, organisées par le club Annemasse Natation[53] ;
- Annemasse est le point de départ de la montée du Salève entre 2000 et 2005[54].

La ville a accueilli à plusieurs reprises le Tour de France :
- 2004 : ville-départ pour la 18e étape Annemasse - Lons-le-Saunier[55] ;
- 2010 : Annemasse est traversée lors de la 8e étape Station des Rousses - Morzine ;
- 2023 : ville-départ pour la 14e étape Annemasse - Morzine Les Portes du Soleil[55],[56]. 25 000 personnes[57] assistent au départ fictif qui est donné rue des Amoureux. À cette occasion, Annemasse obtient le label Ville à Vélo du Tour de France avec le niveau 3 vélos[56]. La ville accueille aussi la 31e édition de l'Étape du Tour le 9 juillet. L'étape compte 16 000 inscrits pour 11 647 personnes à l'arrivée (10 888 hommes et 759 femmes) malgré des températures très élevées[58].

### Cultes
La commune dispose de nombreux lieux de culte de plusieurs confessions religieuses :
Lieux de culte catholiques
- Église Saint-André[60],[61]
- Église Saint-Joseph, édifiée dans un style néoroman entre 1941 et 1946 selon les plans (1937) de l'architecte bénédictin Dom Paul Bellot[60],[62].

Lieux de culte juifs
- Synagogue d'Annemasse
- Communauté juive d'Annemasse

Lieux de culte musulmans
- Association islamique turque
- Association Nour
- Association culturelle albanaise "Bienfaisance"

Lieux de culte protestants
- Église réformée de France
- Églises associées au mouvement évangélique :
  - Église évangélique libre (Centre biblique)
  - Église du Dieu vivant Le monde de demain
  - Assemblée de Dieu
- Église adventiste du 7e jour

Lieu de culte mormon
- Église de Jésus-Christ des saints des derniers jours

### Médias

#### Télévision
La chaîne de télévision locale 8 Mont-Blanc diffuse des émissions sur les pays de Savoie. Le JT par exemple informe régulièrement de l'actualité d'Annemasse et plus globalement de la région franco-valdo-genevoise. Cette vaste région possède par ailleurs sa propre émission (AGGLO) sur 8 Mont-Blanc et Léman Bleu à Genève. France 3 couvre également l'actualité d'Annemasse et de sa région.
De plus, il est possible de recevoir une télévision locale suisse : Léman Bleu TV, transmise par un émetteur de l'Office fédéral de la communication, autorisé par le CSA, implanté sur l'observatoire du Mont  Salève situé à côté de la tour hertzienne, voisinant l'émetteur TNT française, qui est aussi captable dans le Pays de Gex, et le bas-Faucigny (entre St Pierre en Faucigny, et Annemasse).

#### Presse écrite
Les journaux locaux sont Le Messager, dans son édition du Genevois, et Le Dauphiné libéré, dans son éditions des bords du Léman.

#### Radio
La première radio libre d'Annemasse (créée en juin 1982), fut Radio Evasion, sur 97,7 Mhz FM. Dès l'été 1982, la Mairie d'Annemasse confie à Radio Evasion l'animation de la Quinzaine Commerciale. Radio Evasion fusionne en 1983 avec KTFM pour donner KTFM-Evasion. (KTFM, radio du Pays de Gex, a été conçue par des dissidents de EFM 21 - Radio Thollon-les-Mémises. Le nom de KTFM s'inspire du nom d'une radio éponyme de San Antonio (États-Unis). Avant la fusion, la station offrait une grille de programme très proche de radio Thollon. KTFM-Evasion installe ses studios au 87 route de Bonneville. La raréfaction des fréquences FM et l'insistance des autorités suisses, pays qui partage la même bande FM dans la région, imposent une concentration des stations de radios, si bien que KTFM-Evasion fusionne en 1983 avec les radios Cosmic-Massongy et Radio Club, la station de la discothèque le Macumba pour former Radio Plus sur la fréquence 98,9 Mhz FM.
Depuis ses studios d'Annemasse, Radio Plus sera l'une des plus importantes radios privées de la région franco-suisse et remportera un très grand succès populaire. De nombreux artistes français et internationaux des années 80, parmi lesquels Jean-Jacques Goldman, Mylène Farmer, Jeanne Mas, Daniel Balavoine, Coluche, Indochine, Men at Work, Johnny Hallyday, Téléphone, etc, participeront aux émissions de Radio Plus.
Radio Plus est rachetée par Radio Thollon en 1989 pour être renommée Thollon-la radio plus, puis, plus tard, La Radio Plus lorsqu'elle est rachetée par le groupe Espace.
Plusieurs animateurs et animatrices de Radio Plus, Hervé Borsier, Fabrice Daurèle, Florence Farion, Ivan Frésard, Valérie Ogier, Philippe Robin, ont continué leur carrière à la Radio Télévision Suisse (RTS).
Pour sa part, une partie de l'équipe continue l'aventure KTFM et scinde la société en deux entités qui seront rachetées par les gros réseaux pour devenir NRJ Gex (KTFM) et Europe 2 (KTFM 2).
La ville est couverte par des antennes locales de radios dont France Bleu Pays de Savoie.
Des radios locales Suisses sont aussi captables, via un émetteur implanté sur le Petit Salève.

#### Internet
La ville est récompensée pour sa politique Internet par le label « Ville Internet @@@ » depuis 2010.

## Économie
Le développement économique d'Annemasse à la fin du XIXe siècle est lié au développement du réseau ferroviaire en Haute-Savoie qui fait de la ville un important nœud pour le trafic de passagers comme de marchandises.
Annemasse tire avantage de sa proximité avec la République et Canton de Genève.
La ville compte également un casino (190 machines à sous), qui est la source d'une partie des recettes de la ville.

### Revenus de la population et fiscalité
En 2010, le revenu fiscal médian par ménage était de 27 358 €.

### Emploi
En 1999, Annemasse comptait une population de 13 706 actifs au total.
Répartition des emplois par domaine d'activité en 1999
|                             | Agriculteurs | Artisans, commerçants, chefs d'entreprise | Cadres, professions intellectuelles | Professions intermédiaires | Employés | Ouvriers |
| --------------------------- | ------------ | ----------------------------------------- | ----------------------------------- | -------------------------- | -------- | -------- |
| Annemasse                   | 0,1 %        | 5,7 %                                     | 7,5 %                               | 20,4 %                     | 33,4 %   | 32,9 %   |
| Moyenne nationale           | 2,4 %        | 6,4 %                                     | 12,1 %                              | 22,1 %                     | 29,9 %   | 27,1 %   |
| Sources des données : Insee |              |                                           |                                     |                            |          |          |

Différentes structures se chargent des demandeurs d'emploi :
- Antenne Pôle emploi Annemasse, au 21, avenue de Verdun ;
- Mission Locale pour l'Emploi des Jeunes- Antenne d'Annemasse, au 26, avenue de Verdun ;
- Trait d'Union (Association intermédiaire chargée de l'insertion professionnelle des personnes en difficulté), au 41, rue du Salève.

### Entreprises de la ville
Annemasse comporte 1 898 établissements, dont une grande part de commerces et de services.
Les trois principales entreprises présentes à Annemasse sont Parker Hannifin (chiffre d'affaires : 134 M €), Siegwerk (107 M €) et le Géant Casino d'Annemasse (17 M €, agrandi en 2011).

## Culture locale et patrimoine

### Lieux et monuments

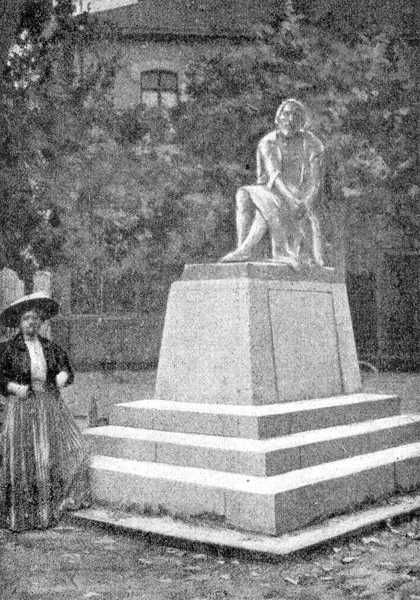
Monument à Michel Servet.

- La Villa du Parc, centre d'art contemporain, sis dans le jardin Claudius-Montessuit et le parc Fantasia[68].
- Le monument hommage à Michel Servet.
- Le Château-Rouge ou château de Malbrande[69], dont il ne subsiste aucun vestige apparent. Cette maison forte, construite au XVIe siècle, fut la possession de la famille de Monthoux. Elle doit son nom à la suite d'un ravalement de façade entrepris par son dernier propriétaire, le baron Grand de Hauteville, qui la fit recouvrir d'un enduit écarlate très en vogue lorsque la Savoie faisait partie du royaume de Sardaigne. Le baron vend son « Château rouge » en 1837. Le bâtiment, alors en ruine, est détruit en 1956 pour permettre la construction de logements[70].
- Le château de Livron[69].

### Patrimoine culturel

#### Gastronomie
La gastronomie annemassienne s'inscrit dans la cuisine typique savoyarde préparée à l'aide de produits du terroir et des alpages montagnards essentiellement des Bauges. Outre la célèbre fondue savoyarde, les principaux plats sont les bognettes à base de pomme de terre, mais aussi les crozets, la péla, la tartiflette, les diots, la polenta, les rioutes et la longeole (charcuterie aromatisée au carvi). Pour le dessert, on ne peut que citer les bugnes, la confiture de lait et la tarte aux myrtilles.

### Personnalités liées à la commune
- Michel Servet (1511-1553), médecin et théologien aragonais et naturalisé français.
- Fernand David[74] (1869 - 1935), homme politique, député, sénateur et plusieurs fois ministre.
- Benito Mussolini (1883-1945), en janvier-février 1904, alors jeune instituteur. Il séjourne à Annemasse et y travaille quelques mois comme charretier aux sablières dans le lit de l’Arve à Gaillard[75].
- Jean Deffaugt (1896-1970), maire d'Annemasse durant l'occupation nazie. Obtient le 31 mai 1944 la libération de 17 enfants juifs emprisonnés à l’hôtel Pax transformé en prison par la Gestapo, arrêtés alors qu’ils tentaient de passer la frontière avec des camarades plus âgés et une jeune convoyeuse clandestine, membre des réseaux juifs, Marianne Cohn. Il entre en contact avec Mila Racine pour ébaucher un plan d'évasion plus large qui sera abandonné. Il figure dans la liste des Justes de France[76]. Une place d'Annemasse porte son nom.
- Alice Richter (1911-1996), artiste peintre lauréate par deux fois du Prix de Rome, en 1933 et 1939, décédée en cette ville en 1996.
- Wolfgang Windgassen (1914-1974), natif, ténor allemand.
- Marianne Cohn[77] (1922-1944), résistante allemande, incarcérée à l'hôtel Pax.
- Philippe Chevallier[78],[79] (né en 1961), natif, cycliste ayant participé par deux fois au Tour de France en 1983 (47e) et 1985 (57e). Il se distingua surtout pour avoir gagné la 9e étape du tour de 1983 Bordeaux - Pau (207 km).
- Pascal Dupraz (née en 1962), natif, ancien footballeur professionnel, ex entraîneur de l’ancien club de la région Evian TG et du Toulouse FC.
- Clarika (née en 1967), chanteuse, membre de la fanfare municipale des cadets à 8 ans (fifre)[80].
- Déborah Anthonioz[81] (née en 1978), snowboardeuse française ayant notamment gagné la médaille d'argent de snowboard cross lors des Jeux olympiques de Vancouver en 2010 (club ASPPT Annemasse).
- Frédéric Adjiwanou (né en 1980), natif, joueur de basket-ball français.
- Jean-Marc Gaillard (né en 1980), natif, fondeur français et médaillé olympique (Sotchi en 2014, Pyeongchang en 2018)
- Julien Decroix, dit Soan (né en 1981), natif, chanteur français, vainqueur de la Nouvelle Star en 2009.
- Corinne Rey, dite Coco (née en 1982), native, dessinatrice de presse, scénariste et dessinatrice de bandes dessinées.
- Mademoiselle Maurice (née en 1984), native, est une artiste plasticienne française. Elle est connue pour ses œuvres réalisées à partir d'origamis.
- Jérôme Coppel, (né en 1986), natif. Coureur cycliste professionnel, champion de France du Contre-la-montre en 2015.
- Tessa Worley (née en 1989), native, skieuse alpine française, spécialiste de l'épreuve du slalom géant.
- Nabilla Benattia (née en 1992), influenceuse et personnalité médiatique, y a passé une partie de son adolescence[82].
- Dylan Cretin (né en 1997), natif, joueur international français de rugby à XV.

### Héraldique
| Armes d'Annemasse | Les armoiries de la Ville d'Annemasse, que l'on peut voir sur le fronton de l'entrée principal de l'Hôtel de Ville, présentent le blason de la Savoie (croix d'argent sur fond de geules). Elle se blasonnent ainsi : d'azur à la bande d'or accostée de deux cotices de même, au chef cousu de gueules à la croix d'argent. - Éléments extérieurs : Couronne à forteresse - Devise : « Agere non loqui » (« Agir plutôt que parler ») Ces armoiries, ont été adoptées par le Conseil Municipal de la Ville d'Annemasse sur proposition du maire Claude Montessuit le 5 juillet 1933 : Ecu français moderne, d'azur à la bande d'or murale romaine, couronne à forteresse. |

### Littérature
Annemasse est mise en scène dans le roman Quai Wilson (1946) de Jacques Aeschlimann.

## Voir aussi

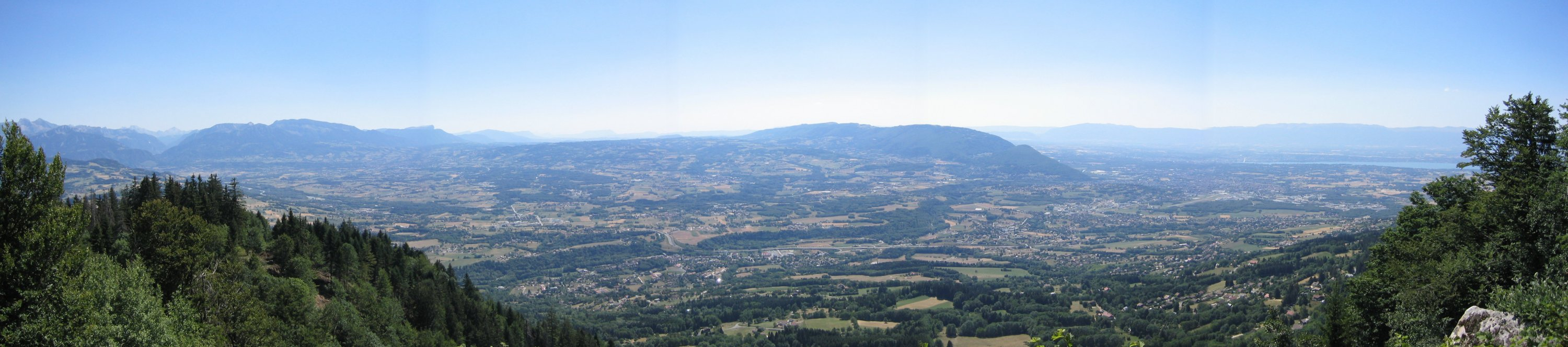
Vue panoramique du Genevois.